# Cresson Township
Cresson Township est un township, situé au sud-ouest du comté de Cambria, aux États-Unis,. En 2010, il comptait une population de 4 336 habitants.

## Démographie
Lors du recensement de 2010, le township comptait une population de 4 336 habitants. Elle est estimée, en 2016, à 2 748 habitants.

### Source de la traduction
- (en) Cet article est partiellement ou en totalité issu de l’article de Wikipédia en anglais intitulé « Cresson Township, Cambria County, Pennsylvania » (voir la liste des auteurs).